# Zvíkovské Podhradí
Zvíkovské Podhradí – miejscowość i gmina (obec) w Czechach, w kraju południowoczeskim, w powiecie Písek. W 2022 roku liczyła 201 mieszkańców.